# Besko (gemeente)

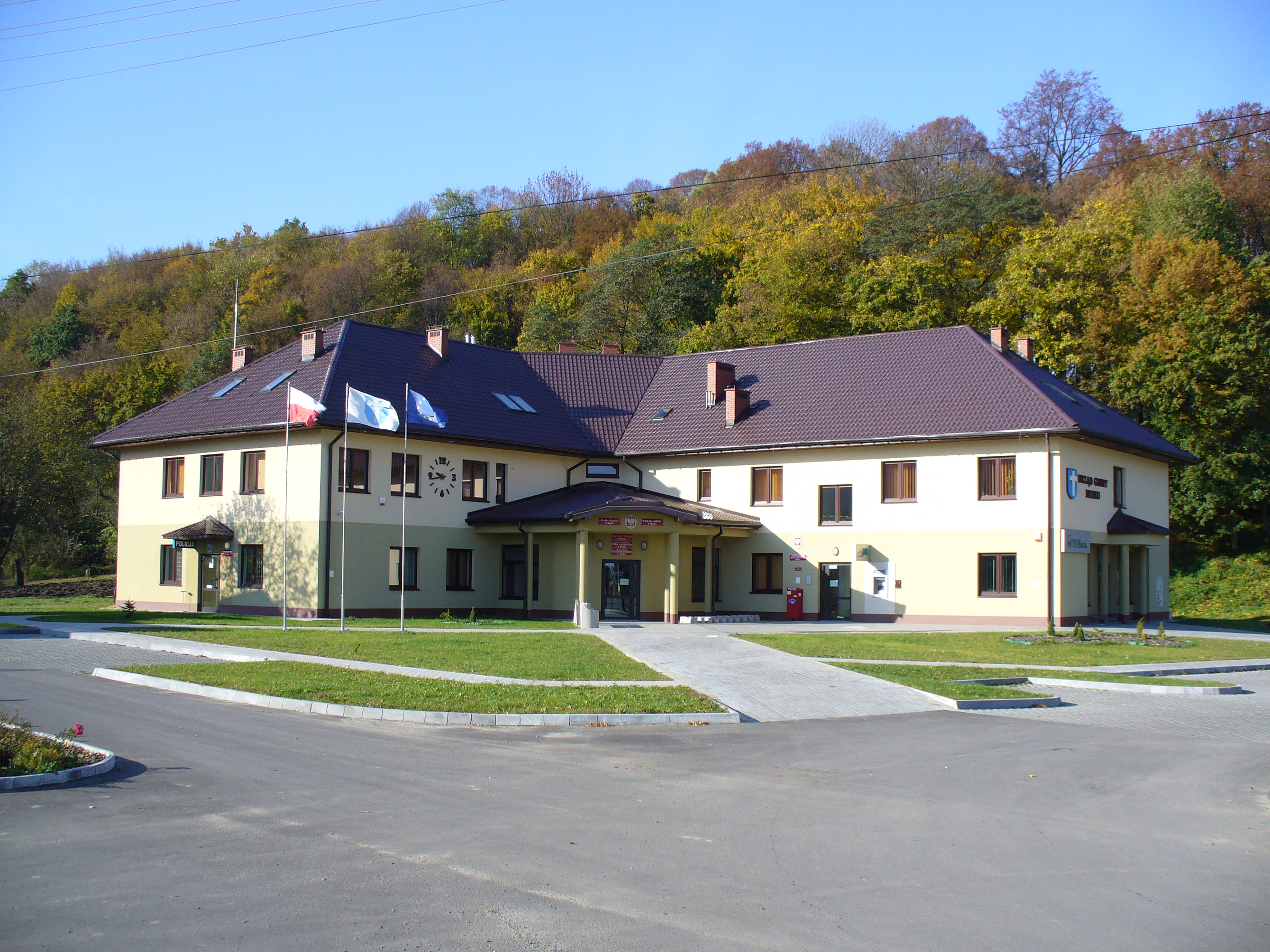
Gemeentehuis

De gemeente Besko is een landgemeente in het Poolse woiwodschap Subkarpaten, in powiat Sanocki.
De zetel van de gemeente is in Besko.
Op 30 juni 2004 telde de gemeente 4250 inwoners.

## Oppervlakte gegevens
In 2002 bedroeg de totale oppervlakte van gemeente Besko 27,6 km², waarvan:
- agrarisch gebied: 79%
- bossen: 9%

De gemeente beslaat 2,25% van de totale oppervlakte van de powiat.

## Demografie
Stand op 30 juni 2004:
| Omschrijving                   | Totaal | Totaal | Vrouwen | Vrouwen | Mannen | Mannen |
| ------------------------------ | ------ | ------ | ------- | ------- | ------ | ------ |
| eenheid                        | aantal | %      | aantal  | %       | aantal | %      |
| inwoners                       | 4250   | 100    | 2153    | 50,7    | 2097   | 49,3   |
| bevolkingsdichtheid (inw./km²) | 154    | 154    | 78      | 78      | 76     | 76     |

In 2002 bedroeg het gemiddelde inkomen per inwoner 1315,16 zł.

## Administratieve plaatsen (sołectwo)
- Besko - sołtys - Kazimierz Krupianik
- Mymoń - sołtys - Bogdan Suwała
- Poręby - sołtys - Józef Laner

## Aangrenzende gemeenten
Haczów, Rymanów, Zarszyn